# Department of Water and Sanitation
Das Department of Water and Sanitation („Ministerium für Wasser und Abwasser“) ist ein Ministerium der südafrikanischen Regierung. Im Mai 2009 wurde nach der Wahl von Jacob Zuma das Department of Water Affairs and Forestry („Ministerium für Wasser- und Forstwirtschaft“) aufgeteilt und die forstwirtschaftliche Verantwortung auf das Department of Agriculture, Forestry and Fisheries („Ministerium für Land- und Forstwirtschaft sowie Fischerei“) übertragen. Das Department of Water and Sanitation wurde im Mai 2014 von Präsident Jacob Zuma gegründet. Die frühere Ministerpräsidentin von Gauteng, Nomvula Mokonyane, war die erste Ministerin (26. Mai 2014 – 28. Januar 2018). Sie wurde von Gugile Nkwinti abgelöst.